# Okan Buruk
Okan Buruk (født 19. oktober 1973) er en tyrkisk professionel fodboldmanager og tidligere spiller, som er manager for Süper Lig-klubben Galatasaray.
Som tidligere midtbanespiller spillede Buruk for Galatasaray, Inter Milan, Beşiktaş og İstanbul Başakşehir. Han fik 56 landskampe for Tyrkiet landshold. Buruk repræsenterede nationen ved UEFA Euro 2000 og var en del af det tyrkiske hold, der fik en bronzemedalje ved FIFA World Cup 2002.
Som manager vandt han den tyrkiske Süper Lig-titel med Istanbul Başakşehir i 2019-20 og med Galatasaray i 2022-2023.

## Karriere

### Inter Milan
I 2001 fik han kontrakt med den italienske Serie A-klub Inter Milan sammen med sin holdkammerat Emre, hvor han spillede i tre år. Den 26. august 2001 fik Okan sin debut mod Perugia som indskifter for Seedorf. Han fik sin første optræden i Champions League for Inter i en hjemmekamp mod Ajax den 25. september 2002.
Den 21. oktober 2001, i derbykampen mod fodboldtræner Terims hold A.C. Milan, lavede Okan en assist til Kallon, hvor Inter tabte deres hjemmekamp 4-2 mod deres rivaler.
Okan scorede sit første mål i det 89. minut og hjalp sit hold med at få 2-2 i en udekamp mod Roma den 16. november 2002. 
Okan var en konstant løbende spiller med energi; han nævnte, at hans tidligere træner Cuper råbte til ham fra bænken, at han skulle blive på sin position.

### Besiktas
Han spillede to sæsoner for Beşiktaş, og han vandt den tyrkiske pokalturnering i 2006.

### Tilbagevenden til Galatasaray
I juli 2006 vendte Okan tilbage til sin tidligere klub Galatasaray ved at underskrive en toårig kontrakt. Efter at være blevet Süper Lig-vindere i 2007-08-sæsonen blev hans kontrakt ikke forlænget, og Okan forlod klubben.

### İstanbul Başakşehir
Efter at hans kontrakt med Galatasaray udløb, skiftede Okan til İstanbul B.B. i juli 2008 for en toårig aftale.

### Pensionering
Den 22. maj 2010 trak han sig tilbage som spiller efter en venskabskamp mod Tjekkiet i Leipzig.

## International karriere
Okan spillede 56 kampe for Tyrkiet landshold og repræsenterede landet ved UEFA Euro 2000 og FIFA World Cup 2002. Han scorede Tyrkiets første EM-mål nogensinde, udligningen i EM 2000 i et 2-1-nederlag til Italien i Arnhem. 
Okan var også en del af FIFA World Cup 2002-truppen, men på grund af en skade blev han kun skiftet ind i 3-2-sejren over værtsnationen Sydkorea i third-place play-off.

## Karriere som manager
Efter sin spillerkarriere blev Okan professionel manager. Den 10. maj 2018 førte han Akhisarspor til deres andet trofæ i deres historie, 2017-18 Turkish Cup.
Efter Akhisarspor var han manager for Çaykur Rizespor fra 2018 til 2019, før han blev ny manager for İstanbul Başakşehir den 11. juni 2019. I sin første sæson i spidsen førte Buruk klubben til deres første ligatitel nogensinde.
I begyndelsen af 2021 forlod han İstanbul Başakşehir efter "gensidig aftale" efter en række dårlige resultater af klubben under hans ledelse i 2020-21 Süper Lig-sæsonen.

### Galatasaray
Den 21. juni 2022 ankom Okan Buruk til Istanbul fra Frankrig til forhandlinger, og dagen efter, den 22. juni 2022, blev det officielt meddelt til offentligheden gennem KAP (Public Disclosure Platform), at han ville slutte sig til Galatasaray. Den 23. juni 2022 underskrev Galatasaray en toårig aftale med Okan Buruk, med option på yderligere et år. 
Under Buruks ledelse opnåede Galatasaray en imponerende sejrsstime på 14 kampe, hvilket satte en ny rekord for flest sejre i træk i ligaen og også den længste sejrsstime i klubbens historie. 
Med kun to uger tilbage af 2022-23-sæsonen førte Okan Buruk holdet til at sikre mesterskabet, hvilket markerede hans anden Süper Lig-titel i hans trænerkarriere.
I sæsonen 2023-24 sikrede Galatasaray sig med succes en plads i Champions League-gruppespillet ved at overvinde tre udfordrende kvalifikationsrunder under Okan Buruk. Efter 0-0 mod Kayserispor i ligaens åbningsuge vandt holdet på imponerende vis ti ligakampe i træk.